# Prøv lykken
|  | Denne artikel er oprettet af botten PalnaBot ud fra en ekstern database. Den kan derfor have sproglige fejl eller mangler. Denne skabelon kan fjernes efter kontrol af indholdet. |

Prøv lykken er en kortfilm fra 1970 instrueret af Svend Aage Lorentz efter manuskript af Svend Aage Lorentz.

## Handling
En film om spilleautomater og folks spillelidenskab.